# Odontomachus allolabis
Odontomachus allolabis är en myrart som beskrevs av Kempf 1974. Odontomachus allolabis ingår i släktet Odontomachus och familjen myror. Inga underarter finns listade i Catalogue of Life.